# Andrea Moda Formula
Az Andrea Moda egy megszűnt olasz Formula–1-es versenycsapat, amely az 1992-es világbajnokságon állt rajthoz. Alapítója Andrea Sassetti, az olasz cipőtervező, a csapat nevét pedig az általa vezetett divatmárka adta. Összesen kilenc nagydíjon vettek részt, de ebből csak egyre sikerült kvalifikálniuk magukat, azt is csak egy autóval. Statisztikailag és a csapatot övező botrányokat tekintve is az egyik legrosszabb csapat a Formula–1 történetében.

## Története
1991 szeptemberében Sassetti felvásárolta az akkor már erősen gyengélkedő Coloni csapatot. Abban az évben sem sikerült egyetlen prekvalifikációs körön sem túljutniuk, sőt erre utoljára az 1989-es portugál nagydíjon került sor - 82 próbálkozásból mindössze 14 alkalommal indulhattak el versenyen. Legjobb helyezésüket Gabriele Tarquini érte el egy nyolcadik pozícióval az 1988-as kanadai nagydíjon. Az új csapat számos ex-Coloni munkatársat foglalkoztatott, és megállapodtak a Simtekkel, hogy egy, eredetileg a BMW számára 1990-ben épített kasztnival vágnak neki a küzdelmeknek. Az Andrea Moda S921 névre hallgató versenyautó a Judd V10-es motorját kapta meg, azonban nem készült el az autó az idény rajtjára.
Emiatt a dél-afrikai nagydíjon a korábbi Coloni C4B módosított változatával indultak. A szezonnyitón a csapatnál szereplő két versenyző, Alex Caffi és Enrico Bertaggia nem tudott elindulni a futamon, ugyanis a csapatfőnök Andrea Sassetti nem akarta kifizetni az újoncoknak kötelező százezer dollárt, mondván, az Andrea Moda nem is új résztvevő, hanem csak a Coloni jogutódja. A FISA-t ez az érvelés nem hatotta meg, ugyanis Sassetti csak a csapatot vette át, de a nevezést elfelejtette megtenni a Coloni nevében is. Caffi megtett egy pár ismerkedő kört csütörtökön (ezt a pálya átépítései miatt valamennyi csapatnak megengedték), azonban ezt leszámítva már se a szabadedzéseken, se a prekvalifikáción nem vett részt. Mexikóba is elutazott a csapat, ám ott sem csináltak semmit, ugyanis az autók még nem voltak készen.
Miután kritizálták a csapatvezetést, mind Caffit, mind Bertaggiát kirúgták, helyükre Roberto Moreno és a korábban a Williamsnél is tesztelő Perry McCarthy került (aki később a közkedvelt Top Gear című tévéműsorban szerepelt, mint "The Stig"). Az első versenyen csak Moreno szerepelhetett (de már az új autóval), ugyanis McCarthy még nem kapta meg szuperlicencét. A következő, spanyol versenyen már ő is elindulhatott, de a versenye nem tartott sokáig, mert alig néhány méter megtétele után az autó lefulladt. Közben váratlanul megjelent a csapatnál Bertaggia, aki azzal próbálta magát visszajuttatni, hogy egymillió dolláros szponzorpénzt ígért az Andrea Modának. Sassetti kérdés nélkül visszahozta volna őt a csapathoz McCarthy helyére, azonban a korábbi manővereik miatt a FISA megtiltotta az újabb versenyzőcserét. Elkeseredve a pénz elvesztése miatt, Sassetti és a csapat egyre inkább Morenóra koncentrált, és a monacói versenyre már sikerült kvalifikálnia magát a csapatnak.

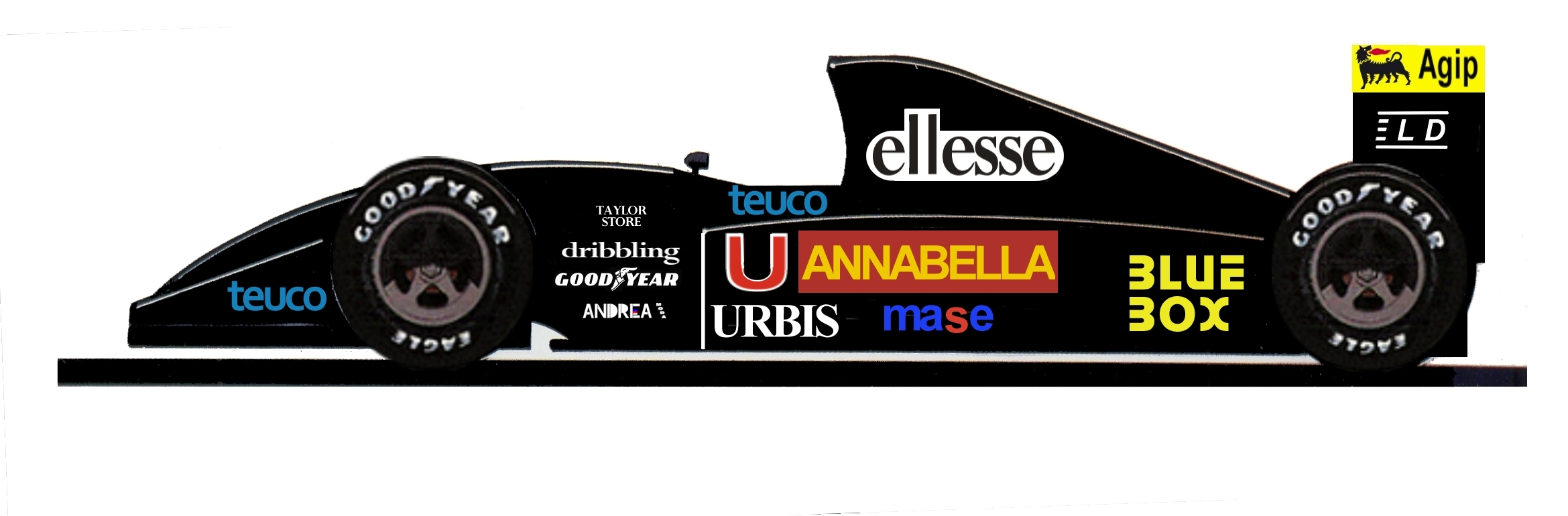
Az autó digitálisan

Moreno Monte-Carlo utcáin a huszonhatodik helyről vághatott neki a versenynek. A kockás zászlót már nem látta meg, ugyanis tizenegy kör után motorhiba miatt feladni kényszerült a viadalt. Kanadában a csapat motor nélkül maradt, miután Sassetti nem fizetett a Juddnak. Egy, a Brabhamtől kölcsönkért erőforrással Moreno megtehetett néhány kört, azonban még az előkvalifikációt sem élte túl, McCarthy pedig el sem indult. Miután fokozatosan a kevés meglevő szponzor is elhagyta a csapatot, Sassetti ameddig tudta, saját zsebből finanszírozta az Andrea Moda működését. A soron következő francia nagydíjon a csapat azért nem tudott elindulni, mert a francia kamionosok blokádja miatt nem jutottak el a pályára. Minden csapatnak sikerült megállapodnia velük, kivéve őket, így egyedül ők maradtak le a futamról. Ezután a csapat gyakorlatilag átállt arra a működési modellre, hogy egyedül Morenóra koncentráltak, McCarthy autója pedig gyakorlatilag csak csapattársa tartalék járműveként funkcionált. McCarthyt ezek mellett megalázó bánásmódban részesítették: hazai versenyén száraz pályán esőgumikkal kellett elindulnia, a Hungaroringen pedig negyvenöt másodperccel az időmérő vége előtt küldték csak ki, amikor már nyilvánvaló volt, hogy nem fog tudni mért kört futni.
Mind a FISA, mind a csapatok McCarthy mellé álltak, és felszólították a csapatot, hogy biztosítsa a lehetőséget az ő számára is a versenyzésre, ellenkező esetben az istállót kizárják a további küzdelmekből. Az utolsó verseny, amelyen az Andrea Moda elindult, a belga futam volt, ahol már nem kellett prekvalifikálniuk magukat, miután a Brabham visszalépett. Egyik versenyző sem tudta kvalifikálni magát a versenyre, miután jóval a 107 százalékos időeredményen túl végeztek. McCarthy ráadásul balesetet szenvedett az Eau Rouge-ban, elmondása szerint azért, mert a kormánymű tönkrement. Sassetti szemrebbenés nélkül közölte, hogy tudtak a problémáról, eredetileg Moreno autójában volt a hibás szerkezet, de azt átszerelték McCarthynak. Ezek után McCarthy azonnali hatállyal felmondott a csapatnál. Ugyanezen a hétvégén Sassettit letartóztatták a paddockban, számlahamisítás gyanújával. Egy héttel később, szeptember 8-án a FISA arra hivatkozva, hogy az Andrea Moda képtelen csapatként működni, és viselkedésükkel negatív színben tüntetik fel a sportágat, kizárta őket a további küzdelmekből. Ennek ellenére Monzában még megjelentek, de oda nem engedték be őket.
A csapat széles körben az egyik leginkább versenyképtelen csapatként ismert a Formula–1 történetében.

## Teljes Formula–1-es eredménylistája
(Táblázat értelmezése)

(Félkövér: pole-pozícióból indult; dőlt: leggyorsabb kört futott) 

| Év   | Karosszéria                      | Motor       | Gumi | Versenyzők       | 1                    | 2      | 3        | 4             | 5          | 6      | 7      | 8             | 9              | 10          | 11           | 12      | 13          | 14         | 15    | 16         | Pont | Poz. |
| ---- | -------------------------------- | ----------- | ---- | ---------------- | -------------------- | ------ | -------- | ------------- | ---------- | ------ | ------ | ------------- | -------------- | ----------- | ------------ | ------- | ----------- | ---------- | ----- | ---------- | ---- | ---- |
| 1992 | Andrea Moda C4B Andrea Moda S921 | Judd GV V10 | G    |                  | Dél-Afrika 1928-1994 | Mexikó | Brazília | Spanyolország | San Marino | Monaco | Kanada | Franciaország | Nagy-Britannia | Németország | Magyarország | Belgium | Olaszország | Portugália | Japán | Ausztrália | 0    | -    |
| 1992 | Andrea Moda C4B Andrea Moda S921 | Judd GV V10 | G    | Alex Caffi       | KIZ                  |        |          |               |            |        |        |               |                |             |              |         |             |            |       |            | 0    | -    |
| 1992 | Andrea Moda C4B Andrea Moda S921 | Judd GV V10 | G    | Enrico Bertaggia | KIZ                  |        |          |               |            |        |        |               |                |             |              |         |             |            |       |            | 0    | -    |
| 1992 | Andrea Moda C4B Andrea Moda S921 | Judd GV V10 | G    | Roberto Moreno   |                      |        | NPK      | NPK           | NPK        | KI     | NPK    |               | NPK            | NPK         | NK           | NK      |             |            |       |            | 0    | -    |
| 1992 | Andrea Moda C4B Andrea Moda S921 | Judd GV V10 | G    | Perry McCarthy   |                      |        |          | NPK           | NPK        | NPK    |        |               | NPK            |             | NPK          | NK      |             |            |       |            | 0    | -    |